# Cristian Moreni

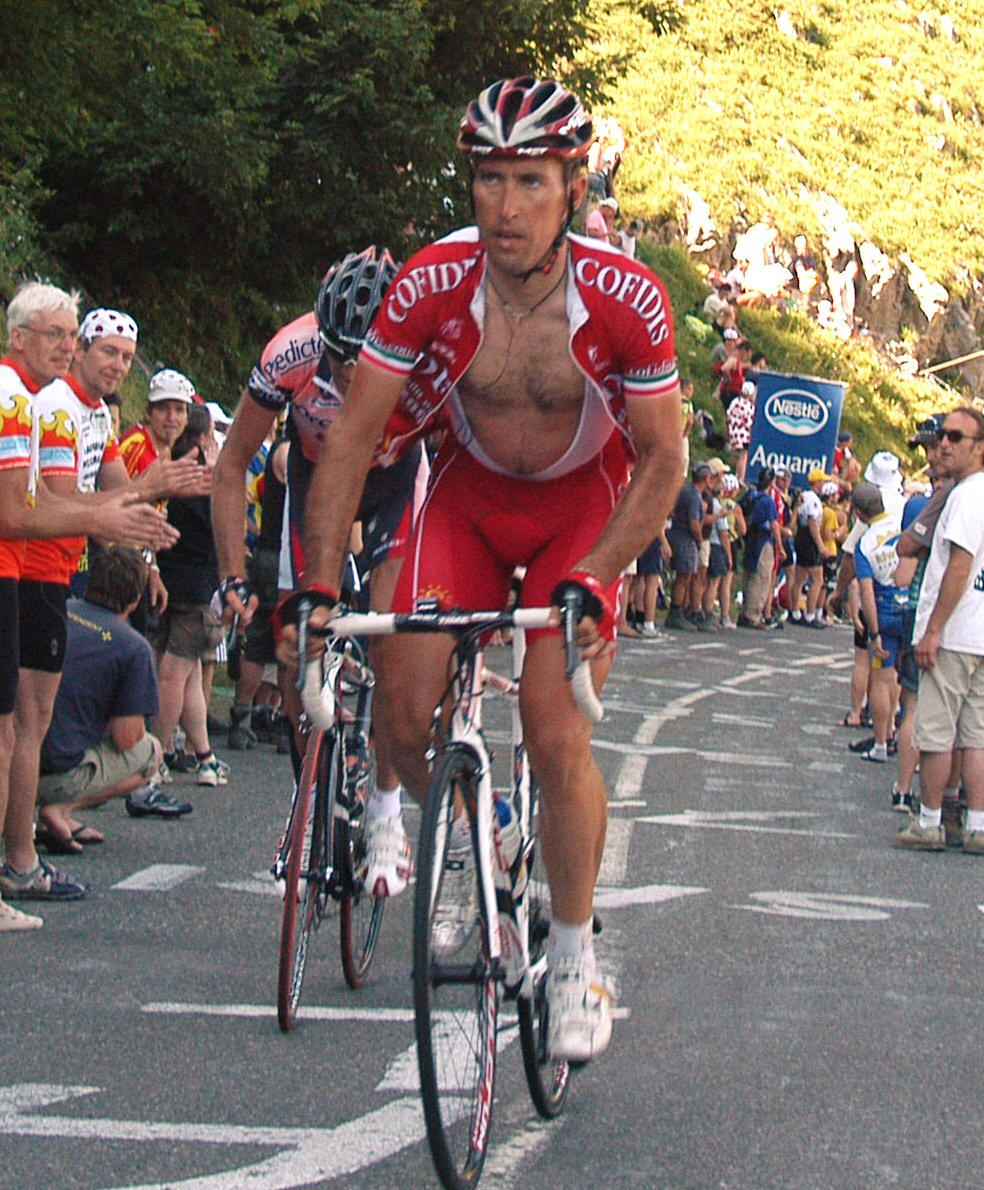
Cristian Moreni auf der 7. Etappe der Tour de France 2007

Cristian Moreni (* 21. November 1972 in Asola, Lombardei) ist ein ehemaliger italienischer Radrennfahrer.

## Karriere
Cristian Moreni begann seine Karriere 1998 bei Brescialat. In seinem zweiten Jahr, in dem er bei Liquigas fuhr, konnte er eine Etappe der Vuelta a España gewinnen. Im folgenden Jahr gewann er eine Etappe beim Giro d’Italia. 2001 wechselte er zu Mercatone Uno. Die Erfolge blieben vorerst aus, bis er zu Alessio ging und 2003 eine Etappe bei der Regio-Tour sowie den Giro del Veneto gewann. Auch 2004 war er wieder erfolgreich. Er siegte auf einer Etappe der Route du Sud und wurde kurz darauf italienischer Meister im Straßenrennen. 2005 wechselte er zu Quick Step-Innergetic, ab 2006 fuhr Moreni für das französische ProTeam Cofidis.
Am 25. Juli 2007 wurde bekannt, dass Moreni auf der 11. Etappe der Tour de France 2007 positiv auf Testosteron getestet wurde. Dies hatte den Ausstieg des gesamten Cofidis-Teams bei der Tour de France 2007 zur Folge. Moreni gab den Verstoß zu und verzichtete auf eine B-Probe. Er wurde für zwei Jahre gesperrt. Im Herbst 2009 wurde bekannt, dass Moreni als erster des Dopings überführter Fahrer die Strafzahlung in Höhe eines Jahresgehalts an die UCI leisten musste.

## Teams
- 1998 Brescialat-Liquigas
- 1999 Liquigas
- 2000 Liquigas-Pata
- 2001 Mercatone Uno-Stream TV
- 2002–2003 Alessio
- 2004 Alessio-Bianchi
- 2005 Quick Step-Innergetic
- 2006–2007 Cofidis (bis 26. Juli)

## Erfolge
1999
- eine Etappe Vuelta a España

2000
- eine Etappe Giro d’Italia

2001
- eine Etappe Vuelta a Castilla y León

2003
- Giro del Veneto

2004
- eine Etappe Route du Sud
- Italienischer Meister – Straßenrennen

2005
- eine Etappe Tour de l’Ain